# Programme spatial de la Corée du Sud

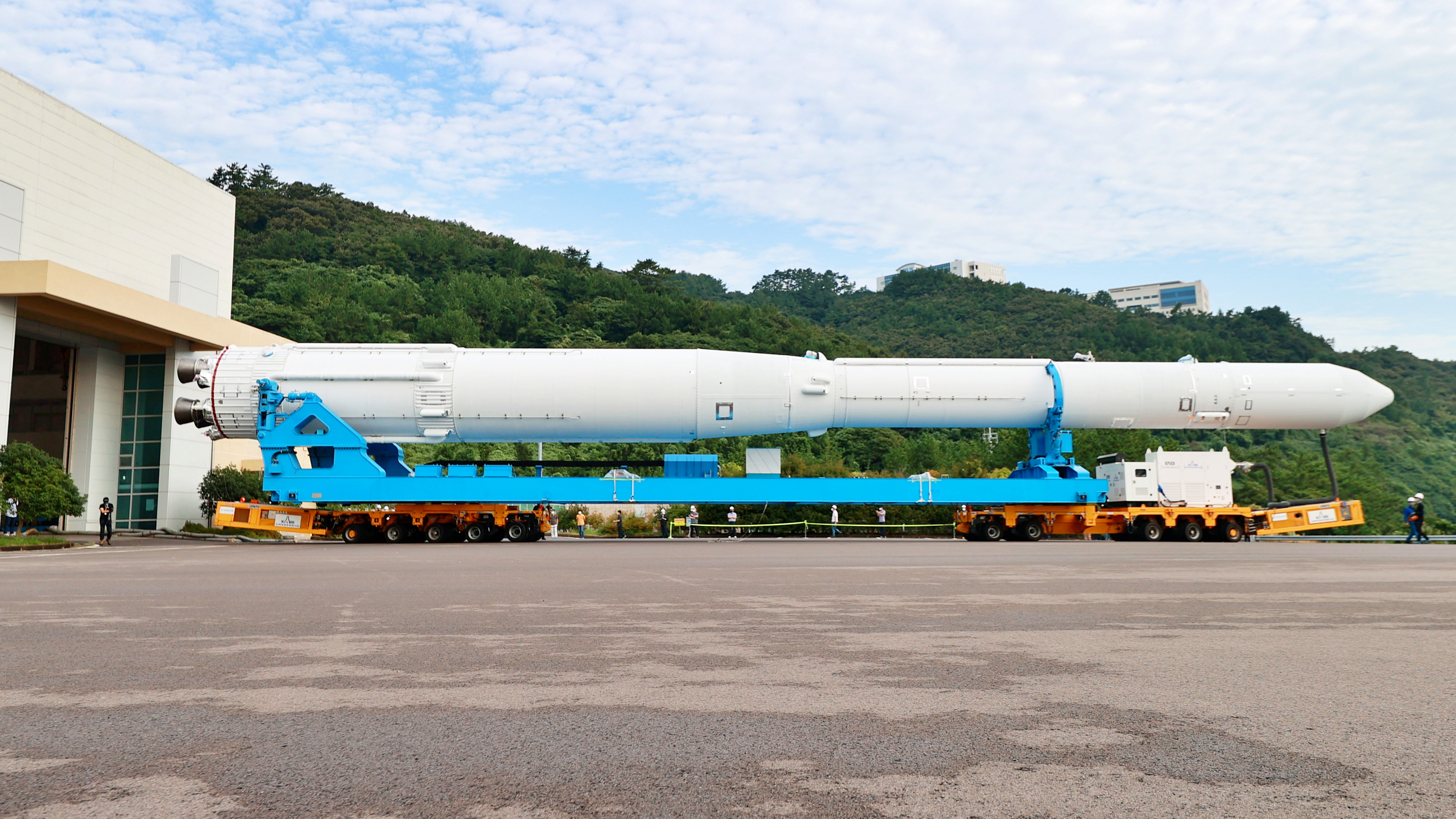
Le lanceur KSLV-2 (Nuri) peu avant son premier vol.

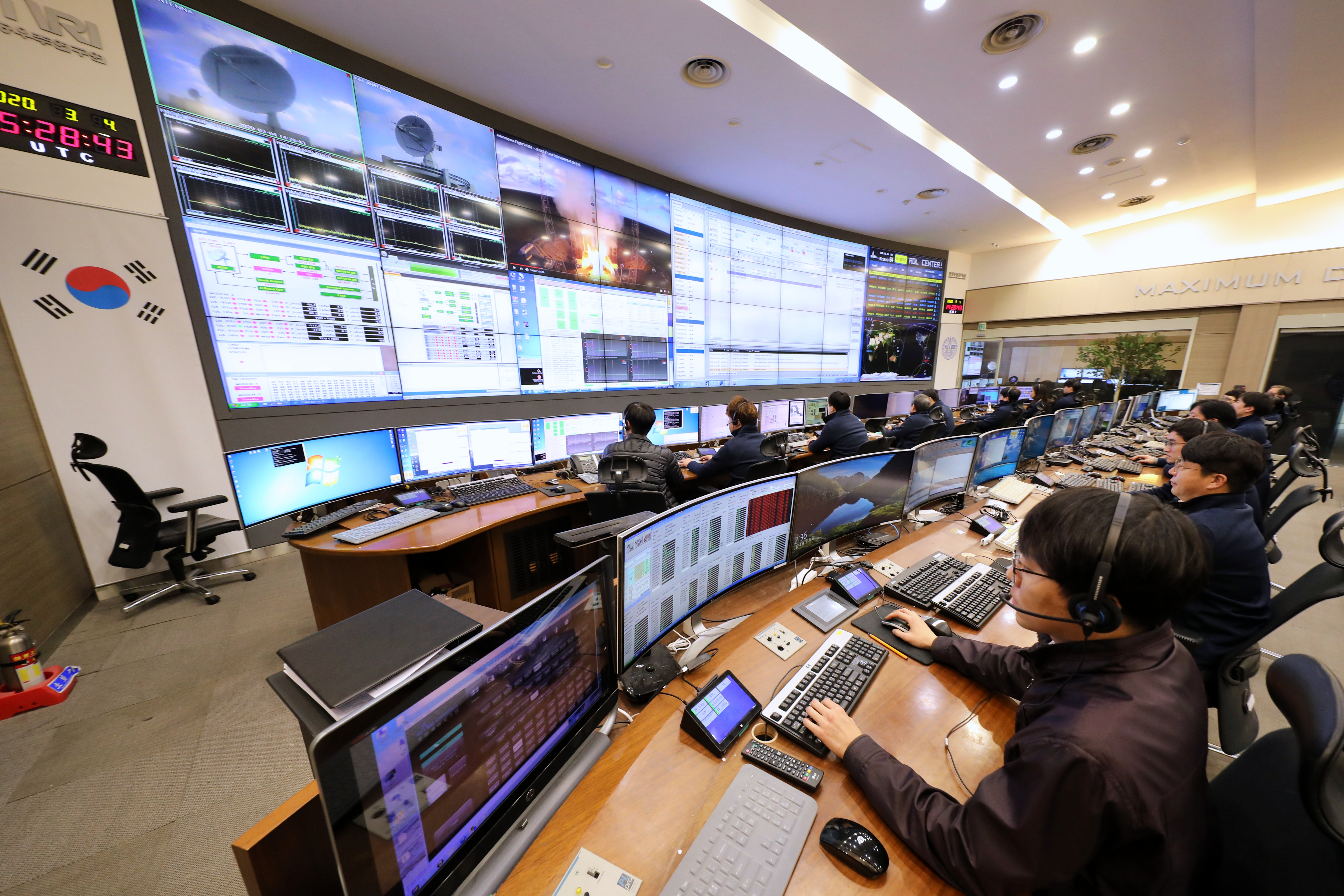
Le centre de contrôle des satellites à l'Institut coréen de recherche aérospatiale (KARI).

Le programme spatial de la Corée du Sud regroupe l'ensemble des activités spatiales de la Corée du Sud. Ce pays commence à développer son programme spatial à la fin des années 1980 avec la création en 1989 d'un centre d'expertise dans le domaine des satellites et la fondation de l'Institut coréen de recherche aérospatiale (KARI) qui joue jusqu'en 2024 le rôle d'agence spatiale pour le pays. La Corée du Sud développe un programme de satellites d'observation de la Terre en partenariat avec l'industrie spatiale européenne, développe le lanceur national KSLV-2 qui a effectué son premier vol en octobre 2021, et dispose avec GEO-KOMPSAT-2 de ses propres satellites météorologiques géostationnaires. Sur le plan scientifique, le pays a un programme ambitieux d'exploration de la Lune dont la première réalisation est l'orbiteur Korea Pathfinder Lunar Orbiter (KPLO), lancé en 2022. Le budget du programme spatial coréen était en 2023 de 874,2 milliards wons (582 millions €). La Corée du Sud se dote en 2024 d'une nouvelle agence spatiale, l'Administration coréenne de l'aérospatiale (KASA).

## Historique
La Corée du Sud ne développe un véritable programme spatial qu'à compter de la fin des années 1980. L'objectif de celui-ci est de répondre aux besoins du pays et d'acquérir les technologies associées. En août 1989, le centre de recherche de technologie des satellites, le SaTReC, est créé au sein de KAIST, une des principales universités du pays. Cet organisme doit former des ingénieurs au développement de satellites et de leurs instruments et réaliser des microsatellites expérimentaux. En octobre 1989, l'Institut coréen de recherche aérospatiale ou KARI (acronyme de Korean Aerospace Research Institute) est créé avec comme objectif de développer les activités de recherche du pays dans le domaine aéronautique et spatial. Son domaine d'intervention, complémentaire de celui du SaTReC, porte sur les satellites d'applications avec le programme KOMPSAT (KOrean MultiPurpose SATellite) et les fusées avec le programme de fusées-sondes KSR (Korean Sounding Rocket). Le siège de KARI est situé à 150 kilomètres au sud de la capitale Séoul dans la ville de Daejeon, principal pôle scientifique du pays. Le troisième acteur du domaine spatial est la compagnie de télécommunications nationale, KT qui fait placer en orbite à compter de 1995 une flotte de satellites de télécommunications géostationnaires dont la construction est confiée à des entreprises étrangères. Enfin, l'Agence météorologique coréenne va faire développer plusieurs satellites météorologiques.
Au début des années 1990, le budget alloué à l'activité spatiale est modeste (40 millions de dollars américains) mais il va rapidement doubler puis tripler. Le plan d'investissement pour la décennie 1996-2015 prévoit un budget de 1 917 millions d'euros, soit 192 millions d'euros par an, ventilé de la manière suivante :
- Satellites : 1 046 millions d'euros ;
- Lanceurs : 619 millions d'euros ;
- Centre spatial de Naro : 252 millions d'euros.

Pour répondre à ses besoins, l'Agence météorologique coréenne établit en 2002 le cahier des charges de COMS (acronyme de Communication, Ocean and Meteorological Satellite), le premier satellite météorologique géostationnaire de la Corée du Sud. Celui-ci embarque à la fois une caméra multispectrale pour les observations météorologiques, un instrument de mesure de la couleur des eaux marines et une expérience de communications. Le satellite de 2,5 tonnes est développé principalement par le constructeur européen Astrium avec une contribution de l'américain ITT pour la caméra multispectrale. Le satellite est placé en orbite en juin 2010.

### Premiers satellites
Le premier satellite sud-coréen KITSAT-1 (acronyme de Korea Institute of Technology Satellite), placé en orbite le 10 août 1992 par un lanceur européen Ariane 4, est un microsatellite scientifique de 50 kg développé par la société britannique SSTL dans le but de former les ingénieurs du pays. Un deuxième exemplaire KITSAT-2, placé en orbite en 1993, copie du premier est construit par les étudiants de SaTReC dans le cadre d'un accord de transfert de technologie passé avec SSTL. Il faut cinq ans pour développer le troisième satellite KITSAT-3 deux fois plus lourd (110 kg) dont la charge utile principale est une caméra MEIS développée avec l'aide d'une université d'Afrique du Sud. KITSAT-3 est placé en orbite en 1999 par un lanceur indien PSLV. STSAT-1 ou KAISTSat-4, un satellite de 100 kg, est le premier satellite complètement consacré au programme scientifique national. Il emporte quatre instruments astronomiques et est placé en orbite en 2003.
La même année (1999), la Corée du Sud se dote d'un poids lourd dans le secteur aérospatial en fusionnant les divisions spécialisées de trois grands groupes industriels : Daewoo Heavy Industries, Samsung Aerospace et Hyundai Space & Aircraft sont réunis pour former la Korea Aerospace Industries (KAI).

### Création d'une pôle de compétences spatiales
Le succès de KITSAT-3 en 1999 débouche sur la création de la société SaTReC qui va se charger de la commercialisation de satellites et de charges utiles développés avec l'appui du pôle de compétences SaTReC au sein de l'université KAIST. Ces deux entités vont jouer par la suite un rôle central dans l'implémentation du programme spatial coréen en mettant au point les techniques spatiales et en construisant les micro-satellites puis les satellites lourds du pays. Avec SaTReC, la Corée du Sud va progressivement développer une expertise dans le domaine de la miniaturisation des engins spatiaux et des satellites de télédétection. Au cours des deux décennies qui vont suivre, SaTReC développe plusieurs plates-formes de microsatellites (SI-100, SI-200) et exporte plusieurs satellites d'observation de la Terre à résolution spatiale moyenne (Razaksat pour la Malaisie, Xsat pour Singapour, Rasat pour la Turquie, DubaiSat 1 pour Dubaï).

### Le programme KOMPSAT de satellites d'observation de la Terre

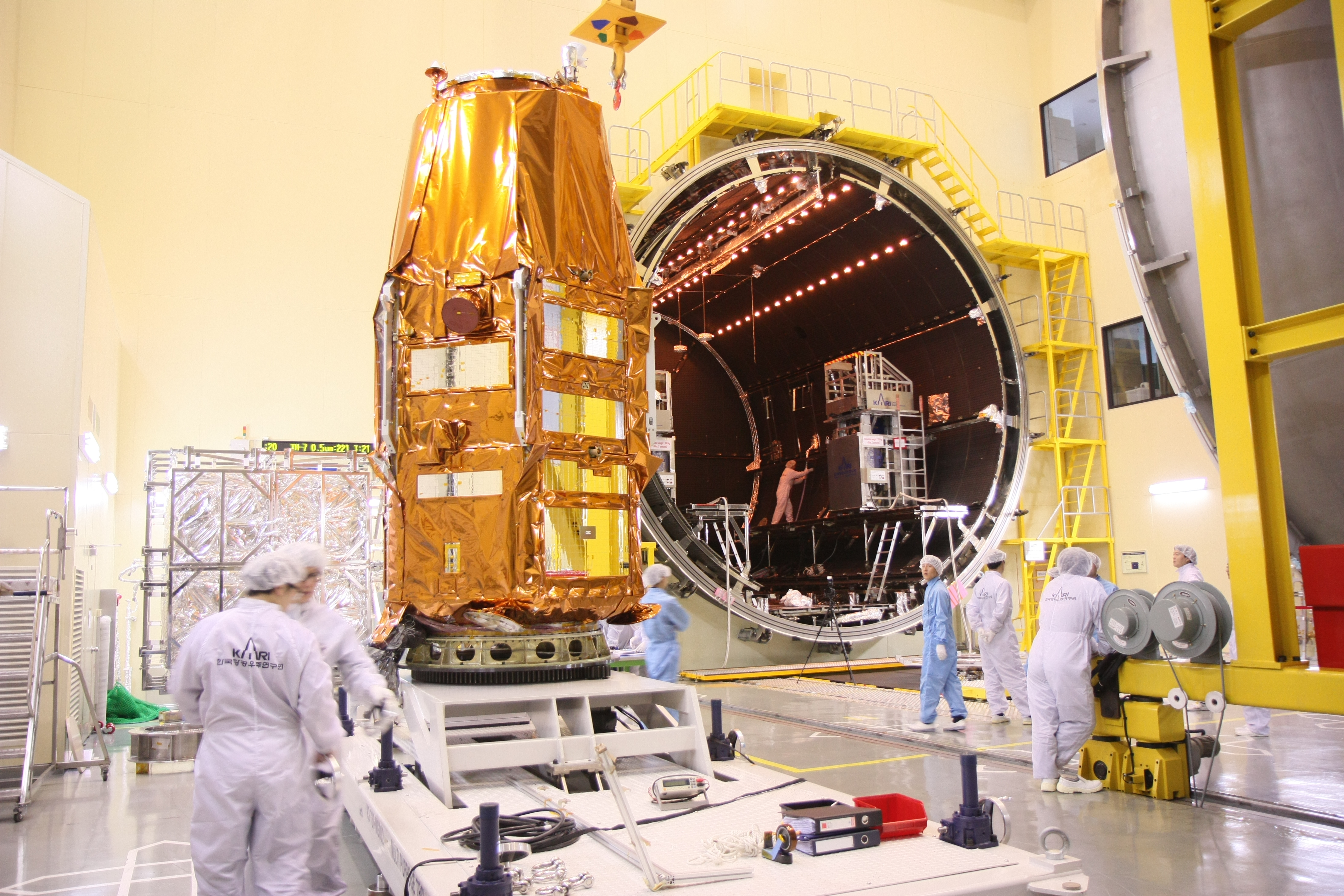
Le satellite d'observation de la Terre KOMPSAT-3A sur le point d'être testé dans une chambre à vide.

Le programme KOMPSAT (acronyme de Korea Multi-Purpose Satellite) est mis sur pied en 1995 pour permettre à la Corée du Sud de collecter depuis l'espace des données pour la réalisation d'un système d'information géographique national, le contrôle de ses ressources agricoles et le suivi des désastres naturels. Pour atteindre cet objectif, KARI crée à Daejeon un centre d'intégration et de test des satellites (SITC) d'une superficie de 11 408 m² qui est portée à 15 000 m² pour le deuxième satellite de la série. Un ensemble d'équipements comprenant des antennes paraboliques, situé sur le site du siège de KARI à Daejeon, est chargé de collecter, traiter, distribuer et archiver les données des satellites. En 2008, un bâtiment est ajouté pour réaliser l'intégration des satellites géostationnaires avec leur charge utile. Environ 10 ans après la création de KARI, l'agence spatiale lance son premier satellite d'observation de la Terre en 1999. La construction de KOMPSAT-1, qui est réalisée par la société américaine TRW (avec certains composants sud-coréens), permet aux ingénieurs et techniciens de KARI d'acquérir les connaissances dans ce domaine. Ce micro-satellite de 510 kg, qui emporte une caméra fournissant des images avec une résolution spatiale de 6,6 mètres, est placé en orbite en 1999. KOMPSAT-2, placé en orbite en 2006, est par contre développé par KARI avec l'assistance des techniciens d'Astrium France. La caméra est réalisée avec l'aide des sociétés israélienne El-Op et allemande OHB-System. KOMPSAT-3, placé en orbite en 2012, et le satellite jumeau KOMPSAT-3A lancé en orbite en 2015, fournissent des images dont la résolution spatiale est inférieure au mètre. En parallèle, KARI développe des satellites d'observation de la Terre tous temps utilisant un radar. Le premier de la série est KOMPSAT-5, placé en orbite en 2013, et qui est doté d'une résolution spatiale inférieure au mètre.

### Création d'une filière domestique pour la fabrication des satellites

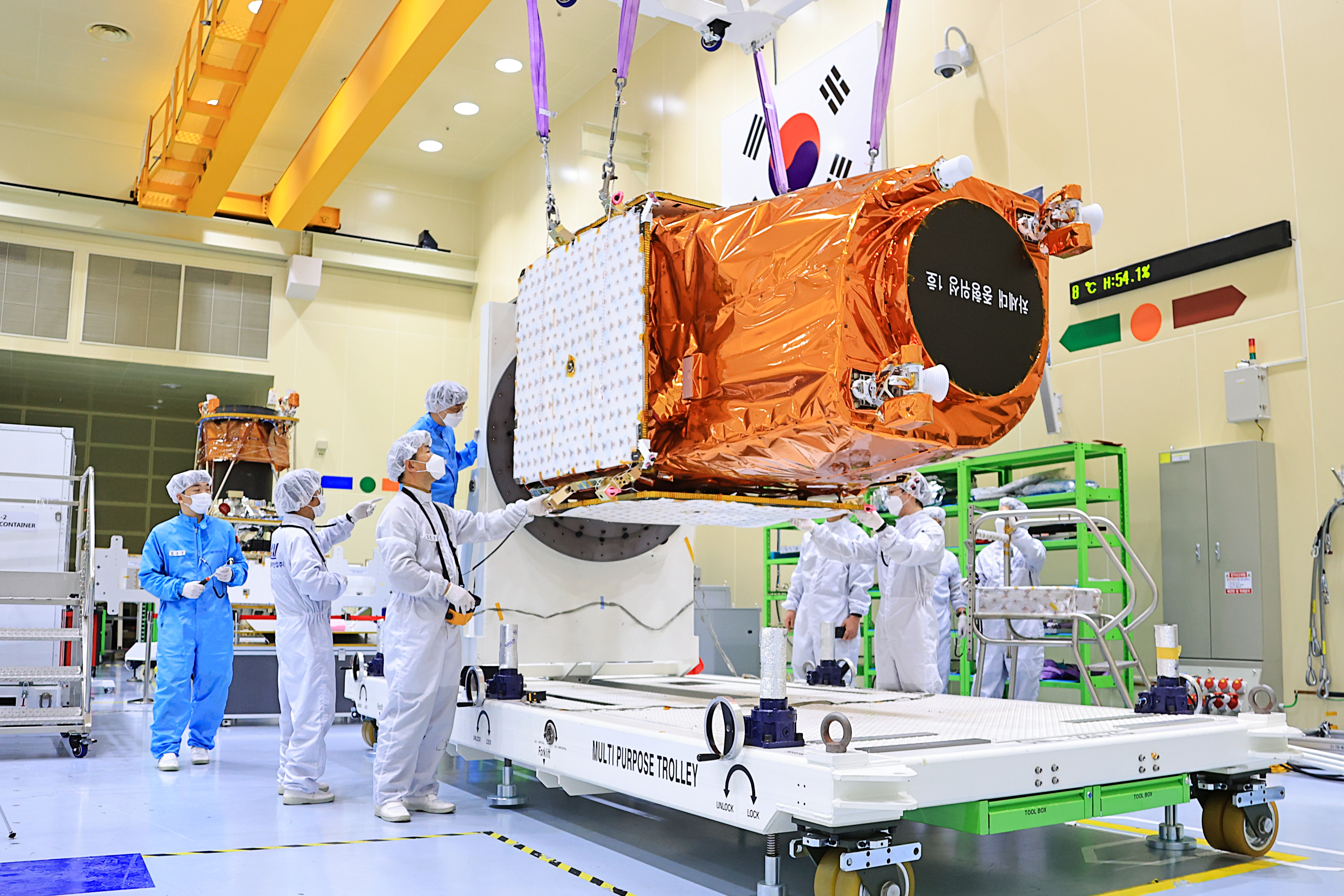
Le satellite d'observation de la Terre CAS500-1 tête de série des engins utilisant la plateforme CAS500.

Les premiers satellites sud-coréens (en particulier les KOMPSAT) reposent en grande partie sur des composants fournis par des entreprises américaines et européennes. La Corée du Sud développe à partir des années 2010 une filière industrielle domestique de fabrication des satellites qui se traduit par la mise au point de deux plateformes : 
- CAS500 est une plateforme conçue pour les satellites circulant en orbite héliosynchrone d'une masse de 500 kilogrammes (principalement des satellites d'observation de la Terre). La construction de cinq satellites utilisant cette plateforme est planifiée fin 2023. CAS500-1 la tête de série est construite conjointement par l'institut de recherche KARI et le conglomérat industriel Korea Aerospace Industries (KAI) et placée en orbite 2021. La construction du deuxième exemplaire, copie du premier, donne lieu au transfert des technologies maitrisées par le KARI à KAI qui a la responsabilité de développer les trois satellites suivants[8],[9].
- la plateforme GEO-KOMPSAT est conçue pour les satellitess géostationnaires. Deux satellites de cette famille ont été développés - GEO-KOMPSAT-2A et 2B - et lancés en 2018 et 2020[10].

### Développement des fusées-sondes KSR

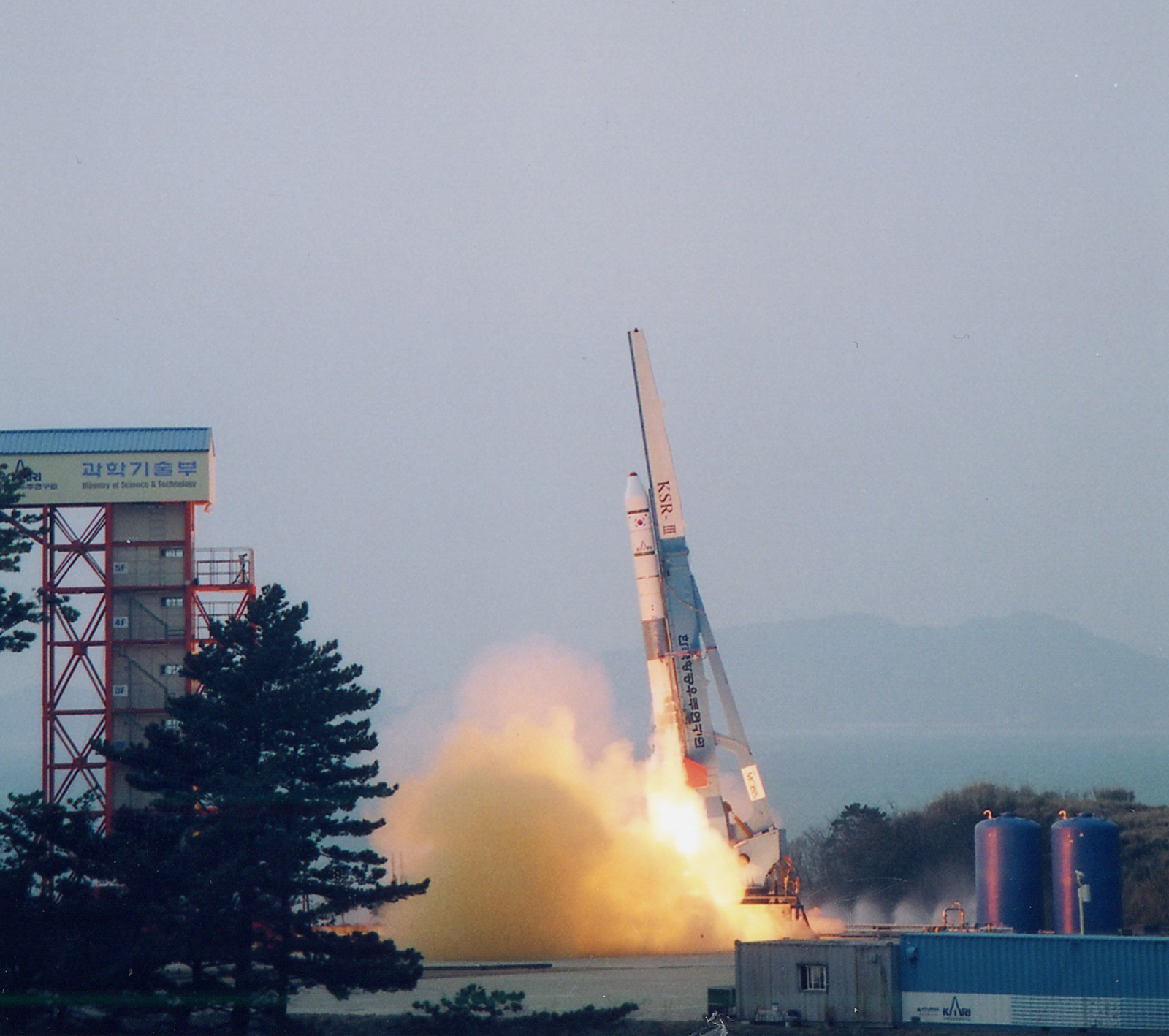
Le lancement de la fusée-sonde KSR-3.

En 1999, le gouvernement sud-coréen fige un plan de développement de son programme spatial sur 15 ans qui doit être révisé tous les deux ans par le comité national des Sciences et des Technologies. Ce plan prévoit pour la période 1993–2002 le développement d'une famille de fusées-sondes. L'objectif est à la fois d'acquérir les compétences techniques nécessaires au développement d'un lanceur et de fournir aux scientifiques l'opportunité d'effectuer des expériences dans la haute atmosphère. Trois fusées-sondes de puissance et de complexité croissante sont développées. KSR-1, une fusée mono-étage non guidée à propergol solide de 1,3 tonne, vole à deux reprises en 1993 en atteignant une altitude de 75 kilomètres avec une charge utile de 150 kg. KSR-2, qui superpose deux étages KSR-1, permet d'atteindre une altitude de 160 kilomètres. La fusée-sonde vole à deux reprises en 1997 et 1998. La KSR-3, dont le développement est décidé en 1997, est la première fusée de la Corée du Sud utilisant un moteur-fusée à ergols liquides. Le moteur-fusée de la KSR-3 développe une poussée de 13 tonnes, brûle un mélange de kérosène et d'oxygène et est alimenté par pressurisation des réservoirs.
La Corée du Sud adhère en 2001 au Régime de contrôle de la technologie des missiles visant à limiter la prolifération des armes de destruction massive en contrôlant les transferts des missiles pouvant servir de vecteur pour ces armes. Son adhésion lui permet de négocier avec d'autres pays l'importation des technologies sensibles lui permettant de développer un lanceur national. En novembre 2002, elle lance pour la première fois sa fusée-sonde KSR-III. L'objectif est de disposer vers 2005 d'un lanceur opérationnel capable de placer de petits satellites en orbite. Celui-ci doit comporter trois étages développés à partir de KSR-III flanqués de deux propulseurs d'appoint également dérivés de la même fusée-sonde. Le troisième étage est à propergol solide et dérive de la fusée sonde KSR-I. Finalement cette approche est abandonnée au profit d'un nouveau projet baptisé KSLV-1 (futur Naro-1). Pour accélérer le développement de ce dernier, les responsables coréens décident d'avoir recours à une assistance étrangère.

### Développement du lanceur KSLV-1

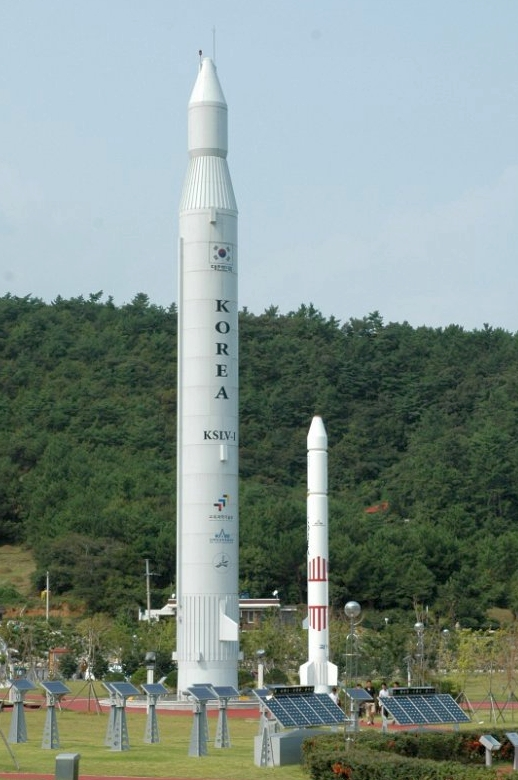
La réplique du lanceur KSLV-1 au centre spatial de Naro.

En 2004, la Corée du Sud se tourne vers la Russie pour le développement d'un moteur-fusée à ergols liquides. La société russe GKNPZ Khrounitchev, constructeur du lanceur russe Angara signe un contrat initial d'une valeur d'environ 200 millions d'euros pour la conception et le développement du lanceur sud-coréen ainsi que la construction d'une base de lancement sur le territoire de la Corée du Sud. Le contrat final signé en octobre 2006 prévoit finalement que Khrounitchev développe le premier étage complet du lanceur conçu pour placer 100 kg en orbite. La société russe doit fournir les composants permettant de construire le lanceur toutefois sans transfert de technologie. Le contrat final ratifié en juin 2007 par la Douma russe autorise finalement le transfert de technologies sensibles. Cet accord de coopération est signé de manière officielle le même mois par le président russe Vladimir Poutine et le président coréen Roh Moo-hyun. Le budget du projet KSLV-1 atteint 449 millions €, dont 391 millions d'euros pour le développement du lanceur. Sur cette dernière somme, 140 millions d'euros sont reversés à la Russie qui s'engage pour deux lancements. 172 millions d'euros sont consacrés à la construction avec l'aide des Russes du centre spatial de Naro qui comprend un complexe de lancement, un centre de contrôle, des installations pour permettre d'effectuer les tests et l'assemblage, un centre administratif, un quartier d'habitation.
Le lanceur KSLV-1 d'une masse de 140 tonnes est haut de 33 mètres pour un diamètre de 2,9 mètres. Il comprend un premier étage directement dérivé du premier étage URM-1 du lanceur Angara de Khrounitchev long de 25,8 mètres. Toutefois, le moteur-fusée utilisé n'est pas le RD-191 de l'URM mais un RD-151 développé par NPO Energomach caractérisé par une poussée plus faible (1 700 kilonewtons). Le RD-151 brûle un mélange de kérosène et d'oxygène avec un cycle d'alimentation très performant. Cet étage doit fonctionner durant 237 secondes. Il s'agit du premier vol à la fois d'un étage URM et du moteur-fusée qui le propulse. L'institut coréen de recherche aérospatiale (KARI) a la charge de développer le deuxième étage de très petite taille, la coiffe ainsi que l'avionique du lanceur. Cet étage utilise un moteur à propergol solide d'une poussée de 42 kN, dérivé de la fusée-sonde KSR-1, qui doit fonctionner durant 66 secondes. La construction de l'infrastructure et les tests du lanceur s'achèvent en avril 2009.
La coopération entre Khrounitchev et ses homologues coréens est affectée par les problèmes financiers que rencontre à cette époque la société russe. Celle-ci est suspectée par son partenaire d'utiliser l'argent versé par la Corée du Sud pour financer les développements de son lanceur Angara. Le lancement de KSLV-1, prévu initialement fin 2007, est repoussé par les Russes à 6 reprises. Finalement, le premier vol de Naro-1 a lieu le 25 août 2009. Il emporte un petit satellite scientifique STSAT-2A de 90 kilogrammes. Le lancement est un échec : une des deux moitiés de la coiffe reste fixée au deuxième étage et celui-ci n'atteint pas une vitesse suffisante pour permettre la satellisation. Un deuxième vol est planifié 9 mois plus tard et les responsables russes s'engagent à contribuer à une troisième tentative si ce deuxième vol est un échec. L'agence spatiale coréenne (KARI) précise dans ce contexte, qu'il n'est pas prévu d'utiliser le lanceur pour des vols ultérieurs. Un nouveau lanceur baptisé KSLV-2 avec des ressources uniquement nationales est prévu. Ce nouveau lanceur a la capacité de placer 1,5 tonne sur une orbite terrestre basse et doit effectuer son premier vol vers 2020.
Une deuxième tentative de lancement a lieu le 10 juin 2010, emportant le satellite STSAT-2B, mais le lanceur explose au bout de 127 secondes. Après une longue enquête, les enquêteurs russes mettent en cause un composant développé par les Coréens. Le troisième et dernier vol du lanceur a lieu le 30 janvier 2013. Cette fois le lanceur qui emporte un nouveau satellite scientifique STSAT-2C d'une masse d'environ 100 kilogrammes est lancé avec succès.

### Développement des lanceurs KSLV-2 et KSLV-3

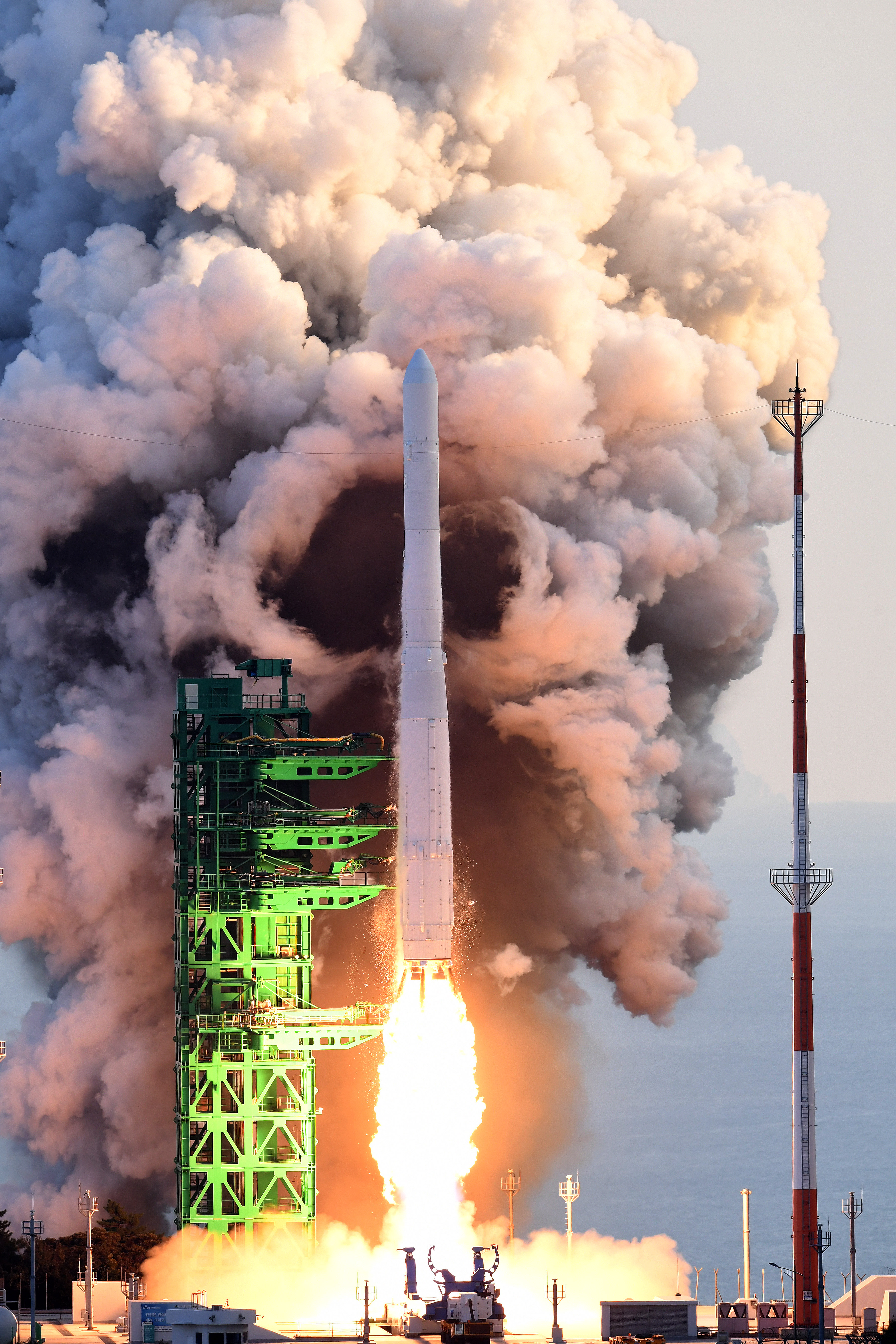
Décollage du lanceur KSLV-II lors de son vol inaugural en octobre 2021.

La réalisation du lanceur KSLV-1 n'était qu'une étape dans le développement d'un lanceur national et il ne sera plus utilisé par la suite. L'agence spatiale de la Corée du sud, l'Institut coréen de recherche aérospatiale (KARI), lance dès 2012 le développement d'un lanceur à trois étages utilisant des technologies entièrement nationales. Le lanceur nécessite la mise au point de deux nouveaux moteurs-fusées baptisés KRE-075 et KRE-007. La construction du lanceur est planifiée en trois phases. Le projet comprend trois phases :
- la première phase (2012–2015) porte sur la mise au point du moteur KRE-007 de 7 tonnes de poussée destiné à propulser l'étage supérieur et la construction des bancs d'essais ;
- la deuxième phase (2015–2018) comprend le développement du moteur KRE-075 de 75 tonnes de poussée destiné à propulser les deux premiers étages du lanceur et la réalisation d'un test en vol des deux derniers étages. Ce test réussi a lieu le 28 novembre 2018[23],[24] ;
- Enfin la troisième phase (2018–2021) comprend le développement du lanceur complet et la réalisation de deux vols destinés à qualifier la fusée. Le test du lanceur complet, qui était prévu en décembre 2019, est repoussé à février 2021 puis en octobre de la même année[25].

Le premier vol du lanceur complet a lieu le 21 octobre 2021. Les deux premiers étages fonctionnent de manière nominale mais le troisième étage s'éteint au bout de 47 secondes soit 46 secondes trop tôt. La charge utile, qui s'est séparée comme prévu du dernier étage à une altitude de 700 kilomètres, n'a toutefois pas une vitesse suffisante pour se maintenir en orbite et retombe sur Terre en se désintégrant dans l'atmosphère. Une commission doit déterminer l'origine de l'anomalie et la corriger avant le deuxième vol de qualification programmé. Le deuxième vol partant du site de lancement de Goheung, qui a lieu le 21 juin 2022, est cette fois couronné de succès. Le projet a coûté en tout 1,43 milliard € en incluant deux vols de qualification. Courant 2021, la fabrication et le lancement de quatre autres lanceurs sont budgétés pour un montant de 440 millions €.
Pour répondre à ses projets spatiaux ambitieux, la Corée du Sud prévoit en 2023 de développer un lanceur de nouvelle génération, baptisé KSLV-3, capable de placer 7 tonnes sur une orbite héliosynchrone, 3,7 tonnes sur une orbite géostationnaire et 1,8 tonne sur une orbite de transit vers la Lune. À cet effet, l'institut KARI prévoit de développer en 5 ans un nouveau moteur-fusée à ergols liquides de 100 tonnes de poussée brûlant un mélange de kérosène et d'oxygène liquide.

### Développement d'un programme scientifique
Au milieu des années 2010, la Corée du sud décide de lancer un programme d'exploration spatiale de la Lune. L'objectif est à la fois de donner une image moderne du pays, d'acquérir des compétences techniques dans le domaine spatial et de faire progresser la science lunaire. Le programme lunaire prévoit dans une première phase (2015–2018), le développement d'un orbiteur de 680 kg placé autour de la Lune qui doit être lancé fin 2020 et qui est baptisé Korea Pathfinder Lunar Orbiter (Danuri). Le projet dispose d'un budget de 198 milliards de wons (environ 156 millions d'euros en 2016). La sonde spatiale rebaptisée Danuri est placée sur une orbite de transit vers la Lune le 4 août 2022 par un lanceur Falcon 9 et se  place en orbite autour de la Lune après une manœuvre effectuée le 16 décembre 2022. Une deuxième mission lunaire, de type atterrisseur, doit être lancée par la suite. Le programme lunaire comprend également le développement d'un centre de contrôle dédié et d'une station de réception équipée d'une antenne parabolique de grande taille (26 à 34 mètres).

### Nouvelle accélération des investissements dans le spatial (2023-2025)
Fin 2022, les dirigeants coréens décident d'accélérer la croissance de l'industrie spatiale nationale. Le budget voté pour l'année 2023 est en forte croissance (+20%) et le ministre des sciences s'engage à doubler le budget annuel consacrée au programme spatial au cours des cinq prochaines années, le faisant passer à 1,5 trillions de wons d'ici 2027. Il prévoit de consacrer au minimum 100 trillions de wons (67,5 milliards €) au secteur spatial d'ici 2045. Le gros du budget (586 milliards de wons sur 874,2) est consacré à l'expansion de l'industrie spatiale. Il est prévu le développement d'un programme de navigation par satellite national, le développement de satellites d'applications. 148 milliards de wons sont affectés au développement aux évolutions du lanceur KSLV-2 et au développement de son successeur KSLV-3. 95,4 milliards de wons sont alloués aux satellites militaires. D'ici 2030, 1,42 trillions de wons doivent être consacrés à ce poste.
Dans le domaine scientifique, la Corée du Sud prévoyait en 2025 de lancer un orbiteur lunaire en 2031 et un atterrisseur lunaire en 2032, un orbiteur martien en 2035 et un atterrisseur en 2045. Sont également prévus le développement d'un observatoire solaire placé au point de Lagrange L4 (lancement en 2035), d'une sonde spatiale destinée à étudier un astéroïde géocroiseur (2040) et d'un télescope spatial (2040).
Toujours dans le but d'accélérer le programme spatial national, le président de la Corée du Sud Yoon Suk Yeol entré en fonction en ma 2022 décide de créer une agence spatiale sur le modèle de la NASA réunissant dans une seule entité l'ensemble des structures oeuvrant dans le domaine spatial. Ainsi fin mai 2024 l'agence KARI est fusionnée avec l'Institut coréen d'astronomie et de science spatiale (KASI) pour former la nouvelle agence spatiale sud-coréenne, la KASA.

## Politique spatiale
| Année                                            | Budget | Année | Budget |
| ------------------------------------------------ | ------ | ----- | ------ |
| 1990                                             | 9,1    | 1994  | 32,1   |
| 1998                                             | 78,3   | 2002  | 121,4  |
| 2005                                             | 220,3  | 2006  | 318    |
| 2008                                             | 363    | 2009  | 325    |
| 2010                                             | 365    | 2011  | 274,8  |
| 2012                                             | 295,7  | 2013  | 392,4  |
| 2014                                             | 450,4  | 2015  | 600    |
| 2016                                             | 688    | 2017  |        |
| 2018                                             |        | 2019  |        |
| 2020                                             | 616    | 2021  | 615    |
| 2022                                             | 743    | 2023  | 874,2  |
| 10 milliards wons = 6,75 millions d'euros (2023) |        |       |        |

### Objectifs
En 2023, année de forte croissance budgétaire pour le spatial sud-coréen, 70% du budget est consacré au développement de l'industrie spatiale domestique et 17% au développement du lanceur KSLV-III qui doit succéder à Nuri avec un premier vol planifié pour 2030. Les principaux programmes comprennent la mise au point des micro-satellites et des satellites géostationnaires, celle des satellites de taille moyenne de prochaine génération ainsi que l'implémentation du système de positionnement par satellite national, le KPS. Par ailleurs, la Corée du Sud a un programme de développement de satellites de reconnaissance et de constellation de micro-satellites auquel elle consacre 1,4 milliard de wons (1,1 milliard US$) d'ici 2030.

### Budget
En 2022, le budget alloué au programme spatial du pays est de 743 milliards wons (495 millions euros). En 2023, la Corée du Sud devrait lui consacrer 874,2 milliards wons (582 millions € soit une augmentation de +19,5%),.

## Organisation

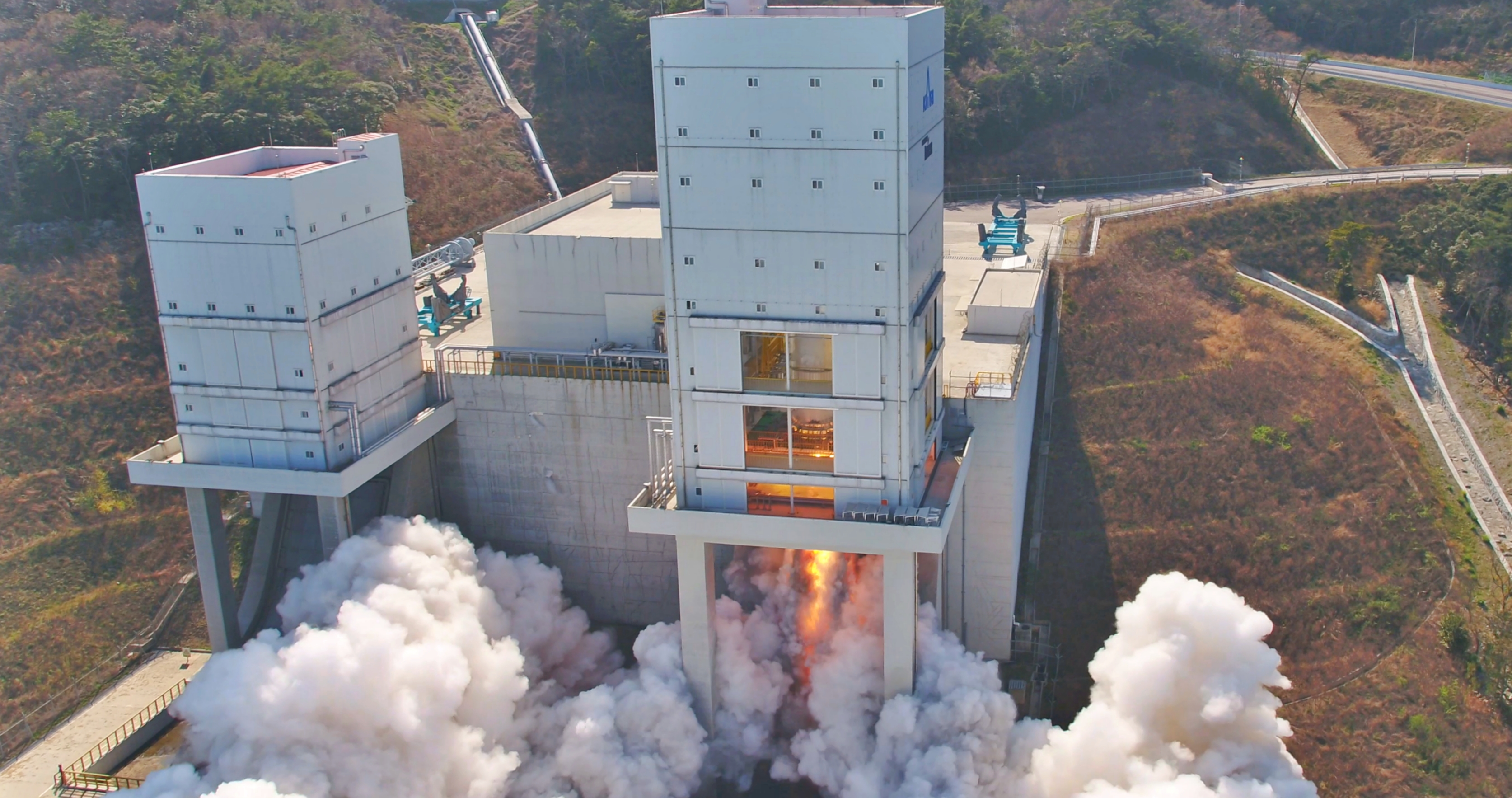
Banc d'essais des moteurs-fusées à ergols liquides.

### Centres spatiaux et instituts de recherche
- Le centre spatial de Naro est le principal établissement de Corée du Sud consacré aux tests, à l'assemblage et au lancement d'engins spatiaux. Il est rattaché à l'Institut coréen de recherche aérospatiale (KARI). Le centre, qui est inauguré en 2009, a utilisé pour le lancement des lanceurs Naro-1 et sert de base de lancement du lanceur national KSLV-2. Le centre comprend notamment un complexe de lancement, un centre de contrôle, la station de poursuite de Jeju et des bancs d'essais pour les moteurs-fusées. Le centre se trouve sur l'île Narodo (district de Goheung) à l'extrémité sud de la péninsule de Corée et à environ 485 kilomètres de la capitale Séoul[36] ;
- SaTReC (acronyme de Satellite Technology Research Center) est une entité créée en 1999 au sein de l'université KAIST qui met au point des plates-formes et des équipements pour microsatellites. Cette société a développé la série des STSAT et NEXTSat 1 ainsi que des composants pour des satellites d'observation de la Terre coréens et d'autres pays.

Installations de l'agence spatiale
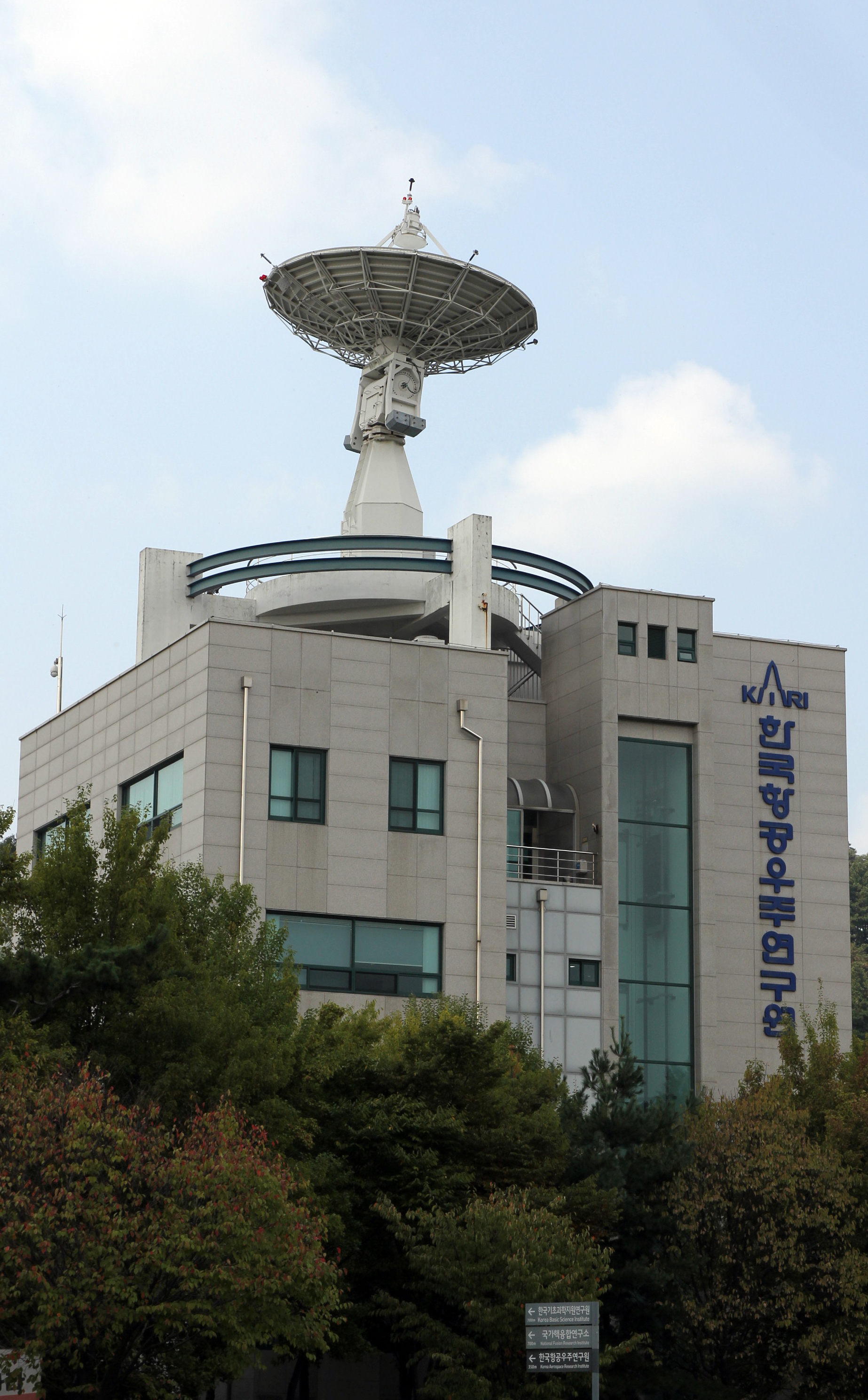
Bâtiment principal de l'agence spatiale.
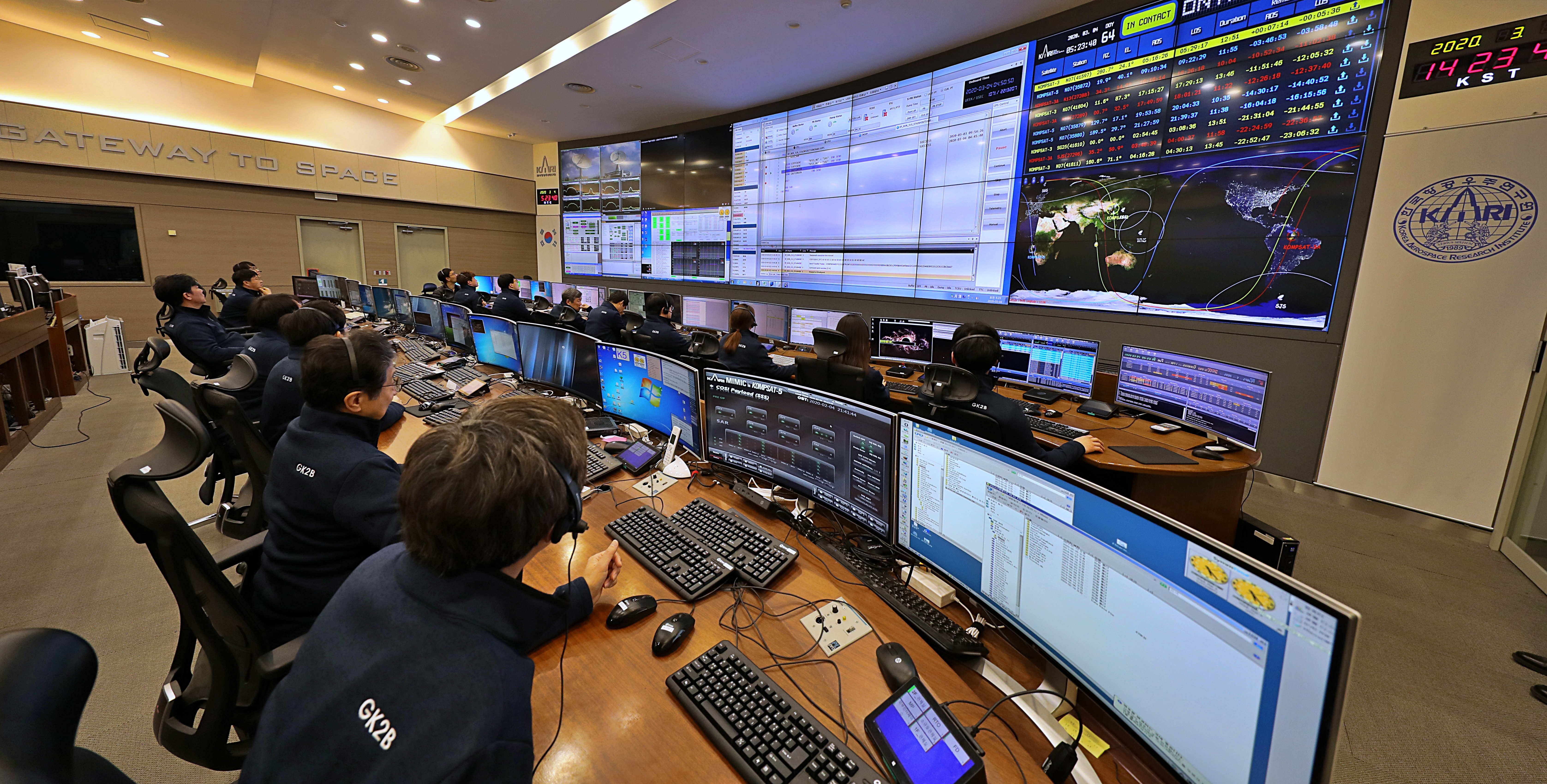
Centre de contrôle de l'agence spatiale sud-coréenne.

## Fusées-sondes et lanceurs

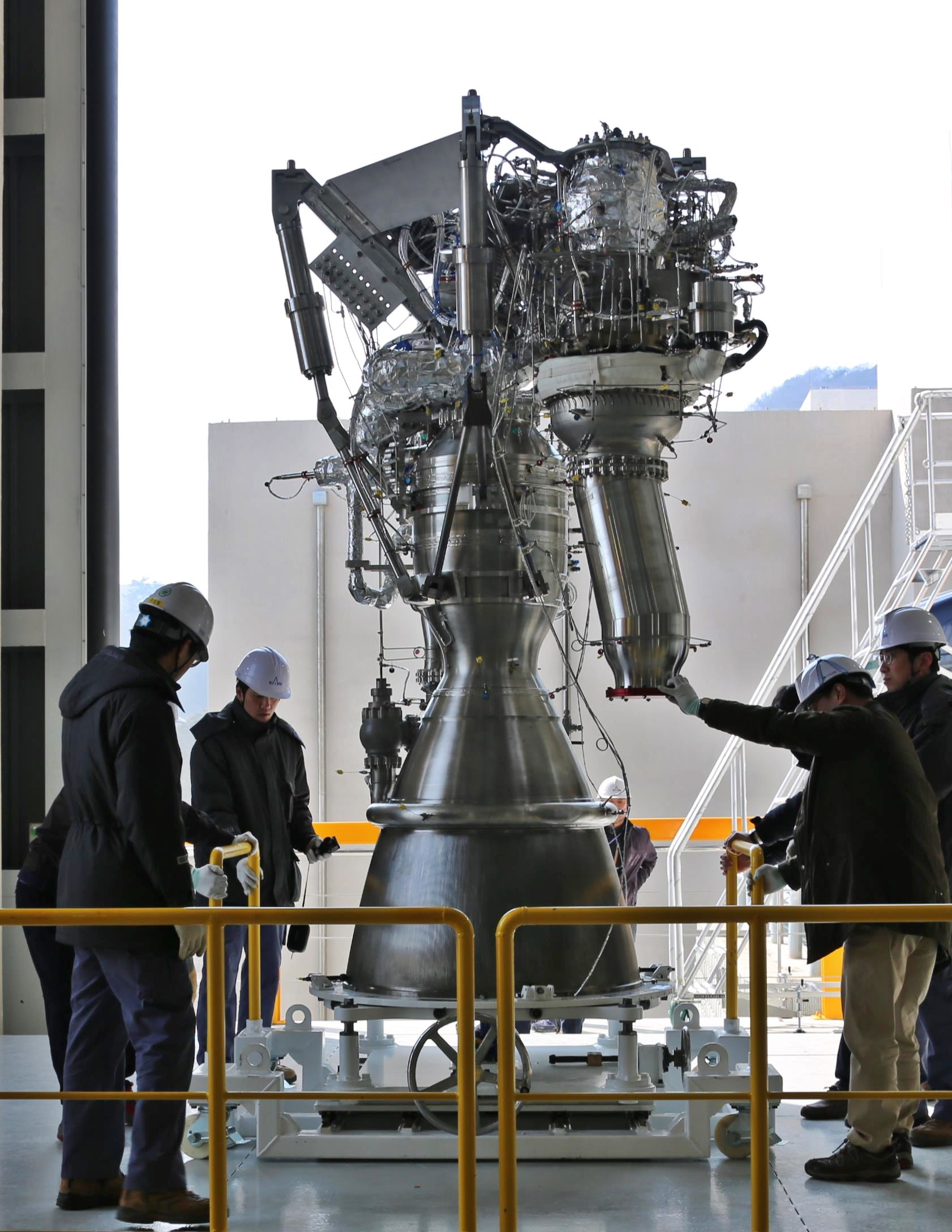
Le moteur de 75 tonnes de poussée qui doit propulser le premier étage du lanceur KSLV-2.

### Lanceurs civils
Après avoir développé les fusées-sondes KSR au début des années 2000 et développé en coopération avec la Russie le lanceur Naro-1, l'agence spatiale coréenne initie en 2010 le développement d'un nouveau lanceur, KSLV-2, utilisant des technologies uniquement nationales. Ce lanceur nécessite la mise au point de deux moteurs-fusées à ergols liquides qui sont baptisés KRE-075 (75 tonnes de poussée) et KRE-007 et sont construits par Hanwha Techwin. Il peut placer une charge utile de 2,6 tonnes sur une orbite basse, de 1,5 tonne sur une orbite héliosynchrone (600-800 km). Sa masse au décollage est d'environ 204 tonnes dont 179 tonnes d'ergols.,.
Le lanceur national KSLV-2 effectue son premier vol le 21 octobre 2021 qui est un échec. Deux autres vols réussis ont lieu en 2022 et 2023. Il est prévu au moins un lancement par an. L'agence spatiale travaille sur le successeur de KSLV-2. Après avoir envisagé une évolution graduelle de la KSLV-2 par l'optimisation des moteurs-fusées et l'ajout de propulseurs d'appoint, l'agence spatiale sud-coréenne opte en 2020 pour le développement d'un lanceur entièrement nouveau. Ce lanceur, baptisé KSLV-3 et capable de placer 10 tonnes en orbite basse et 3,5 tonnes en orbite géosynchrone, doit entrer en service vers 2030,,.

### Lanceur militaire
L'Agence pour le développement de la défense sud-coréenne développe son propre lanceur GYUB (acronyme de Goche Yeonlyo Uju Balsache - 고체연료 우주발사체 - en coréen lanceur spatial à combustible solide), comportant trois étages à propergol solide et un quatrième étage à ergols liquides, et effectue trois vols d'essai de plusieurs combinaisons incomplètes d'étages, en mars et décembre 2022 puis le 4 décembre 2023. Ce dernier vol, orbital, permet le lancement d'un satellite radar à synthèse d'ouverture expérimental de 100 kg construit par Hanwha Systems,,,.
L'agence pour le développement de la Défense sud-coréenne prévoit le premier lancement en 2027 d'une version complète du lanceur capable de placer un satellite d'une tonne sur une orbite héliosynchrone. En 2032, les militaires comptent disposer d'une version capable de placer 7 tonnes sur une orbite héliosynchrone et 3,7 tonnes sur une orbite de transfert géostationnaire,

### Micro-lanceur commercial
La start-up sud-coréenne Innospace développe une fusée-sonde baptisée HANBIT-TLV qui a effectué son premier vol le 19 mars 2023 en décollant de la base d'Alcantara au Brésil. Cette fusée de 16,3 mètres de haut utilise une propulsion hybride développant une poussée de 15 tonnes. Innospace développe un lanceur léger bi-étages utilisant ce type de propulsion. Baptisé Hanbit-Nano, ce lanceur pourrait placer une charge utile de 50 kilogrammes sur une orbite héliosynchrone à une altitude de 500 kilomètres. Début 2023, le premier vol était programmé en 2024.

## Satellites d'application

### Satellites de télécommunications
L'opérateur national sud-coréen des télécommunications KT Corporation (autrefois Korea Telecom) met en oeuvre des satellites de télécommunications géostationnaires à travers sa filiale KT Sat qu'elle acquiert auprès des constructeurs américains et européens.
| Satellite                        | Date lancement   | Masse   | Constructeur                                     | Plateforme      | Charge utile                                                       | Statut                                                                                                 | Commentaire                                                       |
| -------------------------------- | ---------------- | ------- | ------------------------------------------------ | --------------- | ------------------------------------------------------------------ | --- | ----------------------------------------------------------------- |
| Koreasat 1/Mugunghwa 1           | 5 août 1995      | 1464 kg | Martin Marietta                                  | AS-3000         | 16 répéteurs bande Ku                                              | Échec du lancement                                                                                     | .                                                                 |
| Koreasat 2/Mugunghwa 2           | 5 août 1995      | 1464 kg | Martin Marietta                                  | AS-3000         | 16 répéteurs bande Ku                                              | Retiré du service en 2015                                                                              | Vendu en juillet 2009 à Asia Broadcast Satellite.                 |
| Koreasat 3/Mugunghwa 3           | 4 septembre 1999 | 2790 kg | Lockheed Martin                                  | A2100A          | 30 répéteurs bande Ku, 3 répéteurs bande Ka                        | | Vendu en mai 2010 à Asia Broadcast Satellite.                     |
| Koreasat 5/Mugunghwa 5           | 22 août 2006     | 4465 kg | Alcatel Space                                    | Spacebus-4000C1 | 24 répéteurs bande Ku, 4 répéteurs bande Ka, 8 répéteurs bande SHF | Partiellement opérationnel à la suite d'une défaillance d'une moteur d'entraînement du panneau solaire | Usage mixte civil/militaire (charge utile désignée par ANASIS 1). |
| Koreasat 5A/Mugunghwa 5A         | 30 octobre 2017  | 3500 kg | Thales Alenia Space                              | Spacebus-4000B2 | répéteurs bande Ku                                                 | | .                                                                 |
| Koreasat 6/Olleh 1               | 29 décembre 2010 | 2622 kg | Thales Alenia Space/Orbital Sciences Corporation |                 | 30 répéteurs bande Ku                                              | | .                                                                 |
| Koreasat 6A-GEO/Mugunghwa 6A-GEO | 11 novembre 2024 | 3500 kg | Thales Alenia Space                              | Spacebus-4000B2 | 20 répéteurs bande Ku, 6 répéteurs bande ka                        | | .                                                                 |
| Koreasat 7/Mugunghwa 7           | 4 mai 2017       | 3680 kg | Thales Alenia Space                              | Spacebus-4000B2 | 20 répéteurs bande Ku et Ka                                        | | .                                                                 |

### Satellites d'observation de la Terre
La Corée du Sud met en oeuvre une série de satellites d'observation de la Terre reposant sur les technologies étrangères (série des KOMPSAT) jusqu'au développement de la plateforme domestique CAS500.
| Statut           | Lancement | Mission               | Description                                                             |
| ---------------- | --------- | --------------------- | ----------------------------------------------------------------------- |
| Opérationnel     | 2006-     | KOMPSAT-2/Arirang-2   | Observation optique. Résolution spatiale : 1 mètre.                     |
| Opérationnel     | 2012-     | KOMPSAT-3/Arirang-3   | Observation optique. Résolution spatiale : 70 cm.                       |
| Opérationnel     | 2015-     | KOMPSAT-3A/Arirang-3A | Observation optique visible et infrarouge. Résolution spatiale : 50 cm. |
| Opérationnel     | 2013      | KOMPSAT-5/Arirang-5   | Observation radar. Résolution spatiale de 1 à 5 mètres.                 |
| Opérationnel     | 2021      | CAS500-1              | Observation optique.                                                    |
| Opérationnel     | 2023      | S-STEP 1              | Observation radar.                                                      |
| En Construction  | 2024      | CAS500-3              | Validation technologies.                                                |
| En Construction  | 2025      | CAS500-4              | Observation optique.                                                    |
| En Construction  | 2023      | KOMPSAT-6/Arirang-6   | Observation radar. Résolution spatiale atteignant 50 centimètres.       |
| En Construction  | 2024      | KOMPSAT-7/Arirang-7   | Observation optique. Résolution spatiale : 30 cm                        |
| En Construction  | 2025      | CAS500-5              | Observation radar.                                                      |
| En Construction  | ?         | KOMPSAT-7A/Arirang-7A | Observation optique. Résolution spatiale : 30 cm                        |
| Mission terminée | 1999-2008 | KOMPSAT-1/Arirang-1   | Observation optique. Résolution spatiale 6,6 mètres.                    |

### Satellites météorologiques

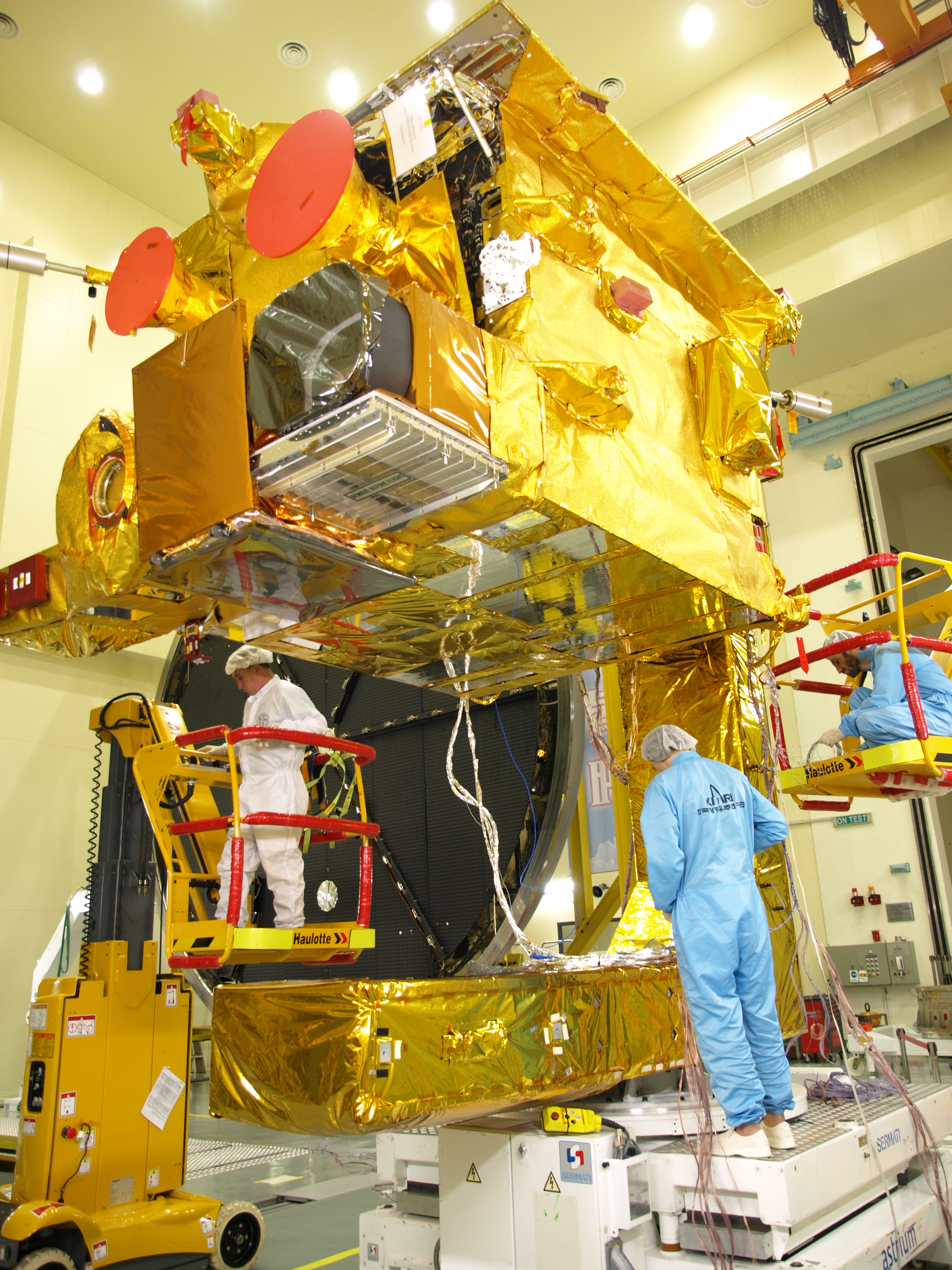
COMS 1/Cheollian 1, premier satellite météorologique de la Corée du Sud.

La Corée du Sud dispose depuis 2010 de satellites météorologiques positionnés en orbite géostationnaire au niveau de la longitude 128°. En 2023, ce sont les satellites GEO-KOMPSAT-2A et 2B d'une masse de 3,4 tonnes qui sont opérationnels. Le satellite 2A dispose de l'imageur visible/proche et moyen infrarouge à 16 canaux AMI (résolution spatiale 500 mètres à 2 kilomètres) et de l'instrument de météorologie spatiale KSEM. Le satellite 2B dispose de l'imageur visible/proche infrarouge à 13 canaux GOCI-II (résolution spatiale 300 mètres) et de l'imageur hyperspectral (300-500 nm) GEMS fonctionnant en lumière visible résolution spatiale 7 km et résolution spectrale 0,8 nanomètres).
| Statut          | Lancement | Mission        | Description                                                           |
| --------------- | --------- | -------------- | --------------------------------------------------------------------- |
| Opérationnel    | 2006-     | COMS           | Satellite géostationnaire météorologique et surveillance des océans.  |
| Opérationnel    | 2018-     | GEO-KOMPSAT-2A | Satellite géostationnaire météorologique.                             |
| Opérationnel    | 2020      | GEO-KOMPSAT-2B | Satellite géostationnaire. Couleur de l'océan, météorologie spatiale. |
| En Construction | 2027      | GEO-KOMPSAT-3  | Satellite géostationnaire.                                            |

## Système de positionnement par satellite
La Corée du Sud a lancé en 2018 le développement d'un système de positionnement par satellite baptisé Korea Positioning System (KPS) avec une date de mise en place prévue en 2035. L'objectif est de disposer grâce à ce système d'une position avec une précision de 5 centimètres dans un rayon de 1000 kilomètres autour de Séoul. Le segment spatial repose sur une constellation de 8 satellites dont quatre circulent sur une orbite géostationnaire. Le cout de développement est évalué à environ 2,5 milliards € (3600 milliards Wons),.

## Satellites scientifiques

### Exploration du système solaire

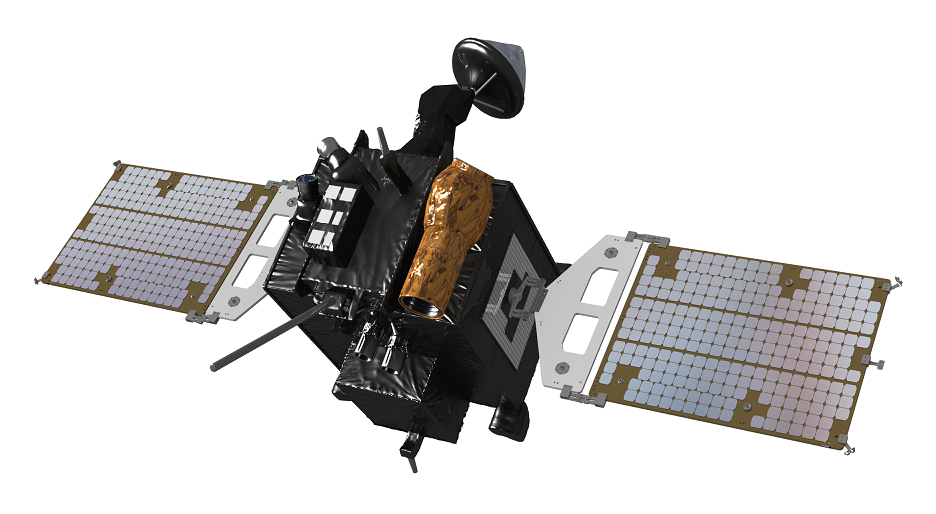
Schéma de l'orbiteur lunaire Korea Pathfinder Lunar Orbiter (KPLO).

#### Programme lunaire
L'agence spatiale de la Corée du Sud initie en 2016 un programme d'exploration spatiale de la Lune. Dans une première phase, un orbiteur de 680 kg, baptisé Korea Pathfinder Lunar Orbiter (KPLO), doit être placé en 2022 en orbite autour de la Lune. Celui-ci emporte quatre instruments scientifiques de conception nationale et une caméra fournie par la NASA. Dans une deuxième phase, l'agence spatiale prévoit le développement d'un astromobile qui sera déposé à la surface de la Lune.
Les dirigeants coréens planifient le développement d'une sonde spatiale qui se poserait sur la Lune vers 2032. Un atterrissage sur Mars est également prévu vers 2045.

#### Étude d'un astéroïde géocroiseur
L'astéroïde géocroiseur Apophis doit passer à 40 000 kilomètres de la Terre en 2029. À cette distance, les forces de marée exercées par la Terre ont un effet non négligeable sur la dynamique, la vitesse de rotation et la surface de l'astéroïde. La Corée du Sud étudie une mission qui serait lancée en 2026 et qui, après s'être placée en orbite autour d'Apophis, étudierait in situ les caractéristiques de l'astéroïde et les effets du survol de la Terre.

### Satellites militaires
Dans le cadre de son projet 425 dont l'objectif est la mise en place d'une constellation de satellites de reconnaissance militaires vers 2023, l'Agence pour le développement de la Défense sud-coréenne (ADD acronyme de Agency for Defense Development) commande 4 satellites de reconnaissance radar à Thales Alenia Space (TAS). Ces satellites d'une masse de 700 à 800 kg utilisent la plate-forme HER1000 de TAS. Celle-ci se caractérise par sa grande agilité grâce à l'utilisation d'actionneur gyroscopique plus puissant que les roues de réaction. L'antenne radar de forme parabolique a un diamètre de 5 mètres et formé de 24 pétales qui se déploient en orbite. Les satellites conçus par Thales Alenia Space sont assemblés en Corée du Sud par les sociétés aérospatiales coréennes Korea Aerospace Industries et Hanwha,. Ces quatre satellites sont accompagnés par un cinquième, équipé d'un télescope électro-optique infrarouge qui est lancé le 1er décembre 2023.
| Statut          | Lancement | Mission   | Description                                      |
| --------------- | --------- | --------- | ------------------------------------------------ |
| Opérationnel    | 2020      | ANASIS II | Télécommunications militaires (géostationnaire). |
| Opérationnel    | 2023      | KORSAT 7  | Observation optique (visible et infrarouge).     |
| Opérationnel    | 2024      | KORSAT 1  | Observation radar                                |
| Opérationnel    | 2024-     | KORSAT 2  | Observation radar                                |
| Opérationnel    | 2025-     | KORSAT 3  | Observation radar                                |
| En Construction | 2025-     | KORSAT 4  | Observation radar                                |

## Programme spatial habité
Yi So-yeon est la première astronaute sud-coréenne. Cette chercheuse en bio-ingénierie de 29 ans effectue un séjour de 10 jours en avril 2008 à bord de la Station spatiale internationale dans le cadre d'un accord commercial passé entre la Russie et la Corée du Sud. La mission est facturée 28 millions de dollars américains par la Russie.

## Industrie spatiale
Les entreprises de Corée du Sud impliquées dans le domaine spatial sont :
- Korea Aerospace Industries (KAI), implanté à Sacheon est un conglomérat industriel qui regroupe les activités de Daewoo Heavy Industries, Hyundai Space and Aircraft Company (HYSA) et Samsung Aerospace dans le domaine de l'aérospatial militaire. C'est le principal industriel sud-coréen impliqué dans la construction des satellites et lanceurs sud-coréens ;
- Hanwha : propulsion spatiale ;
- Doowon Heavy Industries ;
- SaTReC : satellites d'observation de la Terre.